# George Newbern
George Newbern (Little Rock, 30 dicembre 1964) è un attore statunitense.

## Biografia
Nato a Little Rock, Arkansas, da Betty, insegnante di spagnolo, e David Newbern, radiologo, George iniziò la carriera d'attore all'Arkansas Arts Center di Little Rock. È apparso in numerose serie tv quali Working Girl - Una donna in carriera, Criminal Minds, Friends, Providence e più recentemente Ghost Whisperer, Nip/Tuck e Scandal.
È sposato dal 1990 con l'attrice Marietta DePrima ed ha tre figli: Emma (1995), Mae (1998) e Ben (2003).
È noto per essere la storica voce di Superman in varie opere della DC, a partire dalla serie animata Justice League. È stato inoltre, per più di tredici anni, la voce principale di Sephiroth nell'universo di Final Fantasy VII e di Kingdom Hearts, venendo poi sostituito nel 2020 da Tyler Hoechlin.

## Filmografia parziale

### Cinema
- My Little Girl, regia di Connie Kaiserman (1986)
- Tutto quella notte (Adventures in Babysitting), regia di Chris Columbus (1987)
- Cambio marito (Switching Channels), regia di Ted Kotcheff (1987)
- Paramedici (Paramedics), regia di Stuart Margolin (1988)
- Se hai un dubbio... prendine due (It Takes Two), regia di David Beaird (1988)
- Il padre della sposa (Father of the Bride), regia di Charles Shyer (1991)
- Tutti conoscono Roberta (Little Sister), regia di Jimmy Zeilinger (1992)
- Alter ego (Doppelganger), regia di Avi Nesher (1993)
- Il padre della sposa 2 (Father of the Bride Part II), regia di Charles Shyer (1995)
- Far Harbor, regia di John Huddles (1996)
- Conflitti del cuore (The Evening Star), regia di Robert Harling (1996)
- Crazy Eights, regia di James K. Jones (2006)
- Dennis - La minaccia di Natale (A Dennis the Menace Christmas), regia di Ron Oliver (2007)
- Un segreto tra di noi (Fireflies in the Garden), regia di Dennis Lee (2008)
- Saw VI, regia di Kevin Greutert (2009)

### Televisione
- Disneyland – serie TV, 1 episodio (1987)
- Passaggi in un'altra dimensione (Doorways), regia di Peter Werner – film TV (1993)
- C'era due volte (Twice Upon a Time), regia di Thom Eberhardt – film TV (1998)
- Friends – serie TV, 3 episodi (1998)
- La magia del Natale (Sons of Mistletoe), regia di Steven Robman – film TV (2001)
- Boston Legal – serie TV, 1 episodio (2004)
- Buffalo Dreams, regia di David Jackson – film TV (2005)
- Senza traccia (Without a Trace) – serie TV, 1 episodio (2006)
- Cold Case - Delitti irrisolti (Cold Case) - serie TV, episodio 4x07 (2006)
- Grey's Anatomy – serie TV, episodio 5x05 (2008)
- Criminal Minds – serie TV, episodio 4x12 (2009)
- Castle – serie TV, episodio 1x02 (2009)
- Un papà da salvare (Dadnapped), regia di Paul Hoen – film TV (2009)
- The Mentalist – serie TV, episodio 2x16 (2010)
- NCIS - Unità anticrimine (NCIS) – serie TV, episodio 8x05 (2010)
- Scandal – serie TV (2012-2018)
- Law & Order - Unità vittime speciali (Law & Order: Special Victims Unit) – serie TV, 4 episodi (2018-2019)

### Doppiaggio
- Final Fantasy X-2 – videogioco (2003); voce di Nooj
- Final Fantasy VII: Advent Children – film d'animazione (2005)
- Kingdom Hearts II – videogioco (2005); voce di Sephiroth
- Crisis Core: Final Fantasy VII – videogioco (2007)
- Dissidia Final Fantasy – videogioco (2008)
- Dissidia 012 Final Fantasy – videogioco (2011)
- Dissidia Final Fantasy NT – videogioco (2015)
- Mobius Final Fantasy – videogioco (2018)

## Doppiatori italiani
Nelle versioni in italiano delle opere in cui ha recitato, George Newbern è stato doppiato da:
- Roberto Certomà in CSI: Miami[1], Criminal Minds, Law & Order - Unità vittime speciali
- Vittorio Guerrieri in Private Practice, Un papà da salvare, La magia del Natale
- Riccardo Rossi ne Il padre della sposa, Il padre della sposa 2, Friends
- Roberto Accornero in Nip/Tuck, 30 caffè per innamorarsi
- Christian Iansante in Cold Case - Delitti irrisolti
- Loris Loddi in Buffalo Dreams
- Gianluca Machelli in Ghost Whisperer - Presenze
- Massimo Bitossi in CSI: NY
- Fabrizio Russotto in Castle
- Francesco Meoni in Grey's Anatomy
- Oreste Baldini in Zampa 2 - I cuccioli di Natale
- Gigi Rosa in Scandal
- Mauro Gravina in Dennis la minaccia di Natale
- Antonio Sanna in Un segreto tra di noi
- Francesco Prando in NCIS - Unità anticrimine
- Achille D'Aniello in Reboot

Da doppiatore è stato doppiato da:
- Matteo Zanotti in Injustice 2